# Trzeci rząd Jana Petera Balkenende
Trzeci rząd Jana Petera Balkenende (niderl. Kabinet-Balkenende III) – rząd Holandii urzędujący od 7 lipca 2006 do 22 lutego 2007, powołany przez koalicję, którą tworzyły Apel Chrześcijańsko-Demokratyczny (CDA) i Partia Ludowa na rzecz Wolności i Demokracji (VVD).
Poprzedni gabinet, powołany po wyborach w 2003 przez CDA, VVD i Demokratów 66, ustąpił po opuszczeniu koalicji przez D66. CDA i VVD kontynuowały koalicję w ramach kolejnego rządu Jana Petera Balkenende, zaprzysiężonego 7 lipca 2006 i mającego funkcjonować do czasu powołania nowego gabinetu po przedterminowych wyborach. Zakończył urzędowanie 22 lutego 2007, kiedy to powstał czwarty rząd Jana Petera Balkenende.

## Skład rządu

### Ministrowie
- Premier: Jan Peter Balkenende (CDA)
- Wicepremier, minister finansów: Gerrit Zalm (VVD)
- Minister spraw zagranicznych: Ben Bot (CDA)
- Minister ds. rozwoju międzynarodowego: Agnes van Ardenne (CDA)
- Minister sprawiedliwości: Piet Hein Donner (CDA, do 21 września 2006), Ernst Hirsch Ballin (CDA, od 22 września 2006)
- Minister ds. integracji: Rita Verdonk (VVD)
- Minister spraw wewnętrznych: Johan Remkes (VVD)
- Minister ds. reformy administracji rządowej: Atzo Nicolaï (VVD)
- Minister edukacji, kultury i nauki: Maria van der Hoeven (CDA)
- Minister obrony: Henk Kamp (VVD)
- Minister mieszkalnictwa, planowania przestrzennego i środowiska: Sybilla Dekker (VVD, do 21 września 2006), Pieter Winsemius (VVD, od 26 września 2006)
- Minister transportu i gospodarki wodnej: Karla Peijs (CDA)
- Minister gospodarki: Joop Wijn (CDA)
- Minister rolnictwa: Cees Veerman (CDA)
- Minister spraw społecznych i zatrudnienia: Aart Jan de Geus (CDA)
- Minister zdrowia, opieki społecznej i sportu: Hans Hoogervorst (VVD)

### Sekretarze stanu
- Sekretarz stanu ds. szkolnictwa wyższego: Bruno Bruins (VVD)
- Sekretarz stanu ds. obrony: Cees van der Knaap (CDA)
- Sekretarz stanu ds. środowiska: Pieter van Geel (CDA)
- Sekretarz stanu ds. transportu i gospodarki wodnej: Melanie Schultz van Haegen (VVD)
- Sekretarz stanu ds. handlu: Karien van Gennip (CDA)
- Sekretarz stanu ds. społecznych: Henk van Hoof (VVD)
- Sekretarz stanu ds. zdrowia, opieki społecznej i sportu: Clémence Ross-Van Dorp (CDA)